# 吉里縣 (堪薩斯州)
吉里县（英語：Geary County，縮寫GE）是美国堪薩斯州東北部的一個縣，面積1,047平方公里。根據2020年美國人口普查，共有人口36,739人。縣治章克申城 （Junction City）。該縣成立於1855年8月30日，原名戴維斯縣（Davis County），1857年縣政府成立，1889年12月28日改為現名；縣名紀念歷任旧金山首任市長、堪薩斯領地總督、宾夕法尼亚州州长的約翰·懷特·吉里 （John White Geary）。